# Xã Kandiyohi, Quận Burke, Bắc Dakota
Xã Kandiyohi (tiếng Anh: Kandiyohi Township) là một xã thuộc quận Burke, tiểu bang Bắc Dakota, Hoa Kỳ. Năm 2010, dân số của xã này là 39 người.